# Joaquín Solano Chagoya
Joaquín Solano Chagoya (Chicontepec, 2 de junio de 1913-Naucalpan, 15 de febrero de 2003) fue un jinete mexicano que compitió en la modalidad de concurso completo. Participó en los Juegos Olímpicos de Londres 1948, obteniendo una medalla de bronce en la prueba por equipos.

## Palmarés internacional
| Juegos Olímpicos | Juegos Olímpicos      | Juegos Olímpicos  | Juegos Olímpicos |
| Año              | Lugar                 | Medalla           | Categoría        |
| ---------------- | --------------------- | ----------------- | ---------------- |
| 1948             | Londres (Reino Unido) | Medalla de bronce | Por equipos      |